# Slow Step
Slow Step (スローステップ) é um mangá, do genêro comédia romântica, escrito e desenhado por Mitsuru Adachi. O mangá compreende sete volumes, originalmente publicados no Japão entre 1986 e 1991
Foi também transformado em anime, sob a forma de uma série de OVAs de cinco episódios, com 45 minutos. O anime foi dirigido por Kunihiko Yuama, com roteiro de Toshimichi Saeki. Nem o mangá, nem o anime estão disponíveis em português.
Os OVAs foram lançados em versão legendada em inglês apenas na Inglaterra, em três fitas de vídeo VHS lançadas pela Western Connection, não estando disponíveis nos Estados Unidos, nem em formato DVD.

## História
A história compreende um triângulo amoroso entre uma adolescente, Minatsu, que joga softbol no time da sua escola, seus dois pretendentes, mais o treinador do time, mais a sobrinha que ele cria.